# 阿尔米·库塞拉
阿尔米·海伦娜·库塞拉-威廉姆斯（芬蘭語：Armi Helena Kuusela-Williams，1934年8月20日—）是芬裔美國人，也是选美皇后和慈善家。她生於芬蘭，後來飛到美國參加1952年度環球小姐比賽並奪冠，她也因而成為首位环球小姐。當時她体重49公斤，身高1.65米（5英尺5英寸） 。 1978年6月8日，库塞拉与美国国务院高级官员、美国外交官結婚。  1996年，库塞拉獲得美国国籍。